# Lakeview (Nueva York)
Lakeview es un lugar designado por el censo (en inglés, census-designated place, CDP) situado en el condado de Nassau, estado de Nueva York, Estados Unidos. Según el censo de 2020, tiene una población de 6077 habitantes.

## Geografía
La localidad está ubicada en las coordenadas 40°40′40″N 78°38′59″O / 40.67778, -78.64972 (40.677732, -73.649718). Según la Oficina del Censo, tiene una superficie total de 3.10 km², de los cuales 2.59 km² corresponden a tierra firme y 0.51 km² están cubiertos de agua.

## Demografía

### Censo de 2020
Según el censo de 2020, hay 6077 personas residiendo en la localidad. La densidad de población es de 2346.33 hab./km².
| Composición racial     | Habitantes | Porcentaje |
| ---------------------- | ---------- | ---------- |
| Afroamericanos         | 4403       | 72.5%      |
| Blancos                | 254        | 4.2%       |
| Amerindios             | 57         | 0.9%       |
| Asiáticos              | 160        | 2.6%       |
| De otras razas         | 687        | 11.3%      |
| De una mezcla de razas | 516        | 8.5%       |
| Total                  | 6077       | 100.0%     |

Del total de la población, el 18.5% de los habitantes son hispanos o latinos de cualquier raza.

### Estimación 2019-2023
Según la estimación 2019-2023 de la Oficina del Censo, los ingresos medios de los hogares de la localidad son de $128,591 y los ingresos medios de las familias son de $129,694. Los ingresos per cápita en los últimos doce meses, medidos en dólares de 2023, son de $40,182.  Alrededor del 15.6% de la población está por debajo de la línea de pobreza.